# Raoul Casadei
Pour les articles homonymes, voir Casadei.
Raoul Casadei (né le 15 août 1937 à Gatteo et mort le 13 mars 2021 à Cesena, est un musicien et compositeur italien, promoteur en Italie du ballo liscio (it).

## Biographie
Raoul  Casadei est né le 15 août 1937 à Gatteo Mare. Il joue de la guitare depuis son enfance, suivant son oncle sur scène. Après des études d'instituteur, il enseigne pendant dix-sept ans. En 1973, il écrit un succès international pour l'orchestre Casadei, Ciao Mare, suivi de  Simpatia, La mazurka di periferia, Romagna e Sangiovese et Romagna Capitale.
L'orchestre devient Secondo e Raoul Casadei et fait ses débuts au Festival de Sanremo en 1974, participe au Festivalbar, Un disco per l'estate, publicité, films (même avec Fred Astaire). 
Dans les années 1980 il lance le « Liscio » un mélange de  valse, mazurka, polka qui a fait danser la Romagne, puis Raoul se retire de la scène et se consacre à la gestion de la compagnie 
.
Raoul Casadei est décédé le 13 mars 2021, à l'âge de 83 ans, à l'hôpital Bufalini de Cesena, après avoir été hospitalisé le 2 mars en raison de la Covid-19.

## Filmographie
- 1974 : La nottata de Tonino Cervi;
- 1976 : Vai col lisciode Giancarlo Nicotra;
- 2004 : Ogni volta che te ne vai de Davide Cocchi.